# دن کیشوت (نمایشنامه)

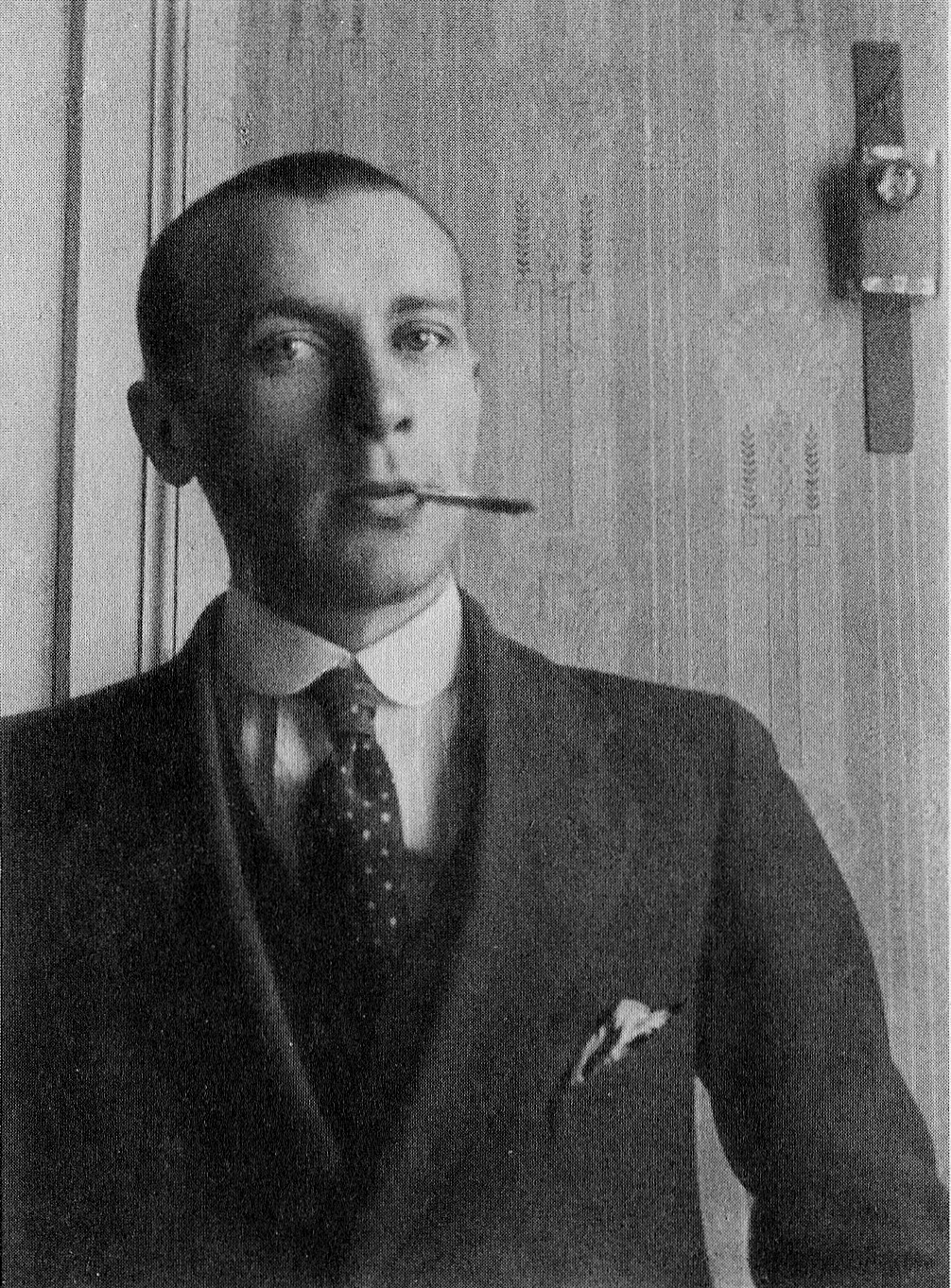
میخائیل بولگاکف

دن‌کیشوت (نام روسی: дон кихот) نمایشنامه‌ای روسی نوشتهٔ میخائیل بولگاکف براساس رمان مشهور دن‌کیشوت شاهکار سروانتس است. بولگاکف در اقتباس از دن کیشوت به دو دلیل بسیار آزادتر عمل می‌کند، اول این‌که متن اصلی دن کیشوت به زبانی غیر از زبان بولگاکف نوشته شده، دوم آن‌که دیالوگ‌های اندکی دارد و توصیف‌محور است. پس برخلاف اقتباس بولگاکف از جنگ و صلح تالستوی که عیناً دیالوگ‌های رمان تالستوی را در اقتباسش آورده، در این‌جا ناچار بوده گفتگوی اشخاص نمایش را خود بنویسد. حاصل کار اثری مستقل و زیباست که مثل کارهای دیگر بولگاکف امضای او را دارد، مخصوصاً پایان تراژیک نمایشنامه که اقتباس بولگاکف را به تراژیکمدی تأثیرگذاری تبدیل می‌کند. این نمایشنامه در سال ۱۳۹۲ با ترجمهٔ عباس‌علی عزتی در انتشارات افراز منتشر شده‌است. ترجمهٔ مذکور در هشتمین دورهٔ انتخاب آثار برتر ادبیات نمایشی ایران در پاییز ۱۳۹۶ به‌عنوان ترجمهٔ برگزیده انتخاب شد.

## خلاصه نمایشنامه
آلونزو کیشانو ملقب به دن‌کیشوت که با خواهرزاده‌اش آنتونیا و خدمتکار بداخلاقش در روستای لامانچا زندگی می‌کند، در اثر خواندن کتاب‌های پهلوانی دچار توهم می‌شود و پس از مدت‌ها شیفتگی به آیین شوالیه‌گری روزی تصمیم می‌گیرد سفر پرماجرای خود را برای یافتن معشوق و گستردن عدل و داد در جهان آغاز کند. کیشانو ملبس به زرهی پوسیده و مسلح به نیزه و سپری زنگ‌زده بر اسبی لنگ سوار می‌شود تا به جستجوی ماجراهای شوالیه‌ای برود. او برای این سفر به دو چیز احتیاج دارد؛ بانویی که خودش را وقف او کند و یک خدمتکار که هر دو مهیاست.
دن‌کیشوت همراه با غلامش سانچو پانزا سفر پرماجرای خود را آغاز می‌کند و در راه رسیدن به مقصد اسیر توهمی که دامنش را گرفته خود را دچار بلایای متعددی می‌کند و در نهایت درگیر نبردی سرنوشت‌ساز با پهلوانی گمنام و مجهول‌الهویه می‌شود و شرط پهلوان را می‌پذیرد که اگر در مبارزه مغلوب شد باید اطاعت کند و دست از سفر پهلوانی ماجراجویانه‌اش بکشد و به خانه‌اش در لامانچا برگردد. دن‌کیشوت در این مبارزه شکست می‌خورد و ناچار می‌شود به قول خود عمل کند و به خانه برگردد. او بعد از رسیدن به خانه می‌میرد.

## نقد و تحلیل
بولگاکف در شخصیت‌پردازی دن‌کیشوت، قهرمان اصلی نمایشنامه، برخلاف اقتباس‌های نمایشی و سینمایی دیگر که عموماً شخصیتی یک‌بعدی از این قهرمان به نمایش گذاشته‌اند و بیشتر بر جنبهٔ کمیک شخصیت دن‌کیشوت تأکید کرده‌اند، شخصیتی چند وجهی خلق می‌کند که جنبه‌های طنز، کمیک و تراژیک قهرمان سروانتس را همزمان داراست و مانند رمان سروانتس در فضایی از همدردی و دلسوزی به حرکت درمی‌آید؛ پهلوانی رمانتیک که با خیال‌پردازی و اعتقاد راسخش باعث شکل‌گیری کنش‌های نمایش می‌شود. شخصیت دن‌کیشوت در نمایش‌نامهٔ بولگاکف هم آمیخته با طنز و شوخی است. او دن‌کیشوت را پهلوانی بی‌باک و غیرقابل سرزنش توصیف می‌کند و حرف‌های حکیمانه‌ای در دهانش می‌گذارد، ولی در عین حال بر ناهنجاری تخیل او تأکید می‌کند. واقعیت‌گرایی و خیال‌پردازی در نمایشنامهٔ بولگاکف یکدیگر را تکمیل می‌کنند و اصالت خاصی به آن می‌دهند.
بولگاکف نمایشنامهٔ خود را با خیال‌بافی‌های دن کیشوت و حرکت او به‌قصد ماجراجویی‌های پهلوانی آغاز می‌کند. ماجراهای دن کیشوت و سلاح‌دارش سانچو پانزا محور کنش‌های نمایش است. این ماجراها عمدتاً کمیک و خنده‌دارند؛ ماجراهایی چون مبارزهٔ دن کیشوت با آسیاب‌های بادی، درگیری با راهب‌ها و چاروادارها، و استراحت در کاروان‌سرا. در کاروان‌سرا با تمسک به معجون شفابخش به گسترش کنش‌ها می‌پردازد و مایه‌های شاد و مردم‌پسند اثر را غنی‌تر می‌سازد. بولگاکف شوخی‌های فرح‌بخش رمان را، که مشخصهٔ بارز کار سروانتس است، حفظ می‌کند و با دیالوگ‌های جان‌دار و بانشاط خود آن‌ها را گسترش نیز می‌دهد.
جنبه‌های عامه‌پسند رمان سروانتس در شخصیت سانچو پانزا، سلاح‌دارند و صداقت دن کیشوت، حفظ می‌شود و با مهارت در صحنه‌های قضاوت سانچو، بعد از دست‌یابی به حکمرانی جزیره، به نمایش گذاشته می‌شود. قضاوت حکیمانهٔ سانچوی بی‌ریا در ماجرای قرض‌گیرندهٔ متقلب، و زن و خوک‌چران، و لذت و سرخوشی مردم از نتیجهٔ کار، ادای احترام نویسنده به ارزش‌ها و خصلت‌های پاک و زیبای انسانی است. وقتی سانچو پانزا عطای حکمرانی را به لقایش می‌بخشد و به دوستی با الاغ دوست‌داشتنی‌اش قناعت می‌کند، با این جمله بدرقه می‌شود که «شما از همهٔ حاکم‌های این جزیره پاک‌تر و بهتر بودید.»
بولگاکف در نمایشنامهٔ خود، تصویر واقع‌گرایانهٔ دقیقی از زندگی مردم در اسپانیای قرن شانزدهم به دست می‌دهد و همچون نقاشی چیره‌دست به نشان دادن راهب‌ها، چاروادارهای تر و فرز، قاطرچی رند، دوک خوش‌گذران و تنوع‌طلب، قصر دوک، کاروان‌سرا و خانهٔ محقر دن کیشوت می‌پردازد. بولگاکف در این نمایشنامه همزمان رمانتیست و رئالیست است. او نشان می‌دهد که اشتیاق دن کیشوت به پهلوانی به خاطر اجرای عدالت است، و در این راه از هیچ مانعی نمی‌هراسد، حتی اگر این مانع دیوهایی با بازوان استخوانی مهیب باشند. اما این شوق پهلوانی و خیال‌بافی‌های جنون‌آمیز دن کیشوت تناقض آشکاری با واقعیت دارد. بی‌خبری دن کیشوت و توهم مقدسش شالودهٔ موقعیت‌های کمیک نمایشنامه‌اند.
پهلوانی زورکی دن کیشوت در نمایشنامهٔ بولگاکف با اشاره و کنایه به تمسخر گرفته می‌شود، اما در عین حال تأثیر کمیک کنش‌های نمایشی را احساس شاعرانه‌ای که زاییدهٔ تنهایی قهرمان است، در بر می‌گیرد. شخصیت خود دن کیشوت به مثابهٔ شخصیتی با نیات و تلاش‌های خیرخواهانه رشد می‌کند و به الگو بدل می‌شود. سخنان پرمایهٔ دن کیشوت دربارهٔ عدالت، درستکاری و عصر زرین، و ستایش او از زیبایی معشوقش دولسینیه دِ توبوزو تصویر مثبتی از این شخصیت در ذهن ایجاد می‌کند. دن کیشوت بولگاکف، رمانتیک‌تر از قهرمان سروانتس است و در سخنانش مفاهیم فلسفی بیان می‌شود. تأکید بر تضاد بین واقعیت و ایده ال را آشکارا می‌توان در سخنان او مشاهده کرد.
بولگاکف با تمام توان بر جنبه‌های مثبت و رمانتیک شخصیت دن کیشوت نور می‌اندازد و در صحنه‌های پایانی نمایشنامه، با پررنگ کردن ویژگی‌های شخصیتی او نشان می‌دهد که دن کیشوت بدون رؤیای زیبایی و پهلوانی قادر به ادامهٔ زندگی نیست. بولگاکف دست به ابتکار می‌زند و در نمایشنامهٔ خود، سانسون کاراسکوی دانش‌آموخته را عاشق آنتونیا خواهرزادهٔ دن کیشوت می‌کند تا در پایان نمایش با رشد تند و جهشی داستان، نیرنگ و واقعیت را با هم پیوند بزند، اما واقعیت همچنان دست بالا را دارد. دن کیشوت مجبور می‌شود دست از رؤیای خود بردارد و خانه‌نشین شود، و همین او را می‌کُشد و از بین می‌برد.
بولگاکف با زیرکی و ابتکار به بسط کنش نمایشی می‌پردازد. آنتونیا به سانسون، دانش‌آموختهٔ دانشگاه سالامانک، که نماد عقلانیت و دانش است، التماس می‌کند جنون دن کیشوت را معالجه کند. سانسون قبول می‌کند و به نیرنگ متوسل می‌شود. او لباس پهلوانی می‌پوشد و در هیئت پهلوانی ناشناس به مبارزه با دن کیشوت می‌رود. پهلوانی صادقانهٔ دن کیشوت و نیرنگ سانسون در قلعهٔ دوک با هم رو در رو می‌شوند. نماد عقلانیت پیروز می‌شود و از مجنونِ مغلوب می‌خواهد شرط مبارزه را بپذیرد و برای همیشه به خانه‌اش در لامانچا برگردد، فکر پهلوانی را از سرش بیرون کند و به هیچ جا سفر نکند.
دن کیشوت اما پهلوان است، نمی‌تواند پا روی قول خود بگذارد و از پذیرش شرط مبارزه سر باز زند، هرچند قلباً بر عقیده‌های خود استوار می‌ماند. صحنهٔ پایانی نمایشنامه، که دن کیشوت مغلوب نیرنگ پهلوان دروغین شده، با غم تراژیکی همراه است. دن کیشوت با دست زخمی و کمر خمیده، در حالی که به عصا تکیه داده، به خانهٔ محقر خود برمی‌گردد. دیدش بهتر شده و همه چیز را به شکل واقعی می‌بیند، ولی عقلش از کار افتاده، اراده‌اش در هم شکسته و کلامش سرشار از احساس مرگ است. بولگاکف تأکید می‌کند که معالجهٔ دن کیشوت در گرو تحقق آرزوهای اوست، اجازهٔ تلاش برای تحقق آرمان‌های پهلوانی بهترین پاداشی است که به نیک‌خواهی و صداقت او می‌توان داد. دن کیشوت بدون جنون مقدسش قادر به ادامهٔ زندگی نیست، برای همین وقتی شرط سانسون را می‌پذیرد و به خانه برمی‌گردد، پیش از آن‌که پای در خانه بگذارد، غروب غم‌انگیز آفتاب زندگی‌اش را تماشا می‌کند و چندی بعد درحالی‌که یار دیرینش سانچو پانزا را به‌کمک می‌طلبد، می‌میرد.

## شخصیت‌های نمایشنامه
آلونزو کیشانو، که همان دن‌کیشوت لامانچایی است.
آنتونیا، خواهرزادهٔ دن کیشوت
سرایدار دن کیشوت
سانچو پانزا، سلاح‌دار دن کیشوت
پی‌یرو پرز، کشیش روستا
نیکلاس، سلمانی روستا
آلدونزا لورنزو، زن روستایی
سانسون کاراسکو، دانش‌آموختهٔ دانشگاه
پالومک لِوشا، صاحب کاروان‌سرا
ماریتورنز، خدمتکار کاروان‌سرا
قاطرچی
تِنوریو اِرناندز
پدرو مارتینز، مسافر کاروان‌سرا
خدمتکار مارتینز
کارگر کاروان‌سرا
دوک
دوشس
پدر مقدس
پیشکار دوک
دکتر آگوئرو
ندیمه رودریگز
نگهبان دوک
خوک‌چران
زن
پیرمرد اول
پیرمرد دوم
راهب ۱
راهب ۲
خدمتکار ۱
خدمتکار ۲
دوازده چاروادار
ملازمان دوک